# خاچیک بابیکیان
خاچیک بابیکیان (ارمنی: Խաչիկ Պապիքեան؛ انگلیسی: Khatchig Babikian;‏ ۱۹۲۴ – ۱۹۹۹) سیاستمدار، نیکوکار و وکیل اهل ارمنی‌تبار اهل لبنان بود.
وی در ۱۹۲۴ در لارناکا به دنیا آمد و از دانشگاه قدیس یوسف (لبنان) فارغ‌التحصیل گشت. وی در ۱۹۹۹ در سن ۷۵ سالگی در درگذشت.